# Майкл Форджерон
Майкл Форджерон (англ. Michael Forgeron, 24 січня 1966) — канадський академічний веслувальник.
Олімпійський чемпіон 1992 року в складі вісімки, учасник 1996 року.